# Bonnier Magazines & Brands

Bonnier Magazines & Brands (före 2017: Bonnier Tidskrifter) är en del av Bonnierkoncernen och är sedan 1 januari 2019 en del av affärsområdet Expressen Lifestyle på Bonnier news. Förlaget ger ut ca 20 livsstilsmagasin och specialtidningar. Flera av dem hör till de mest lästa inom sitt område, till exempel Sveriges största mattidning (Allt om mat), inredningstidning (Sköna hem) och modetidning (Damernas värld). Varumärkena arrangerar läsarresor och event som Guldknappen, Mappie-galan och Årets mama.
Bonnier Magazines & Brands är även Sveriges största publicist av livsstilssajter och har drygt 2,2 miljoner unika besökare i veckan 2015.

## Historik
Åhlén & Åkerlunds förlag grundades 1906 (ursprungligt namn: Julstämnings förlag) av Johan Petter Åhlén och Erik Åkerlund. Efter att ha köpt upp Nordiska förlaget blev företagsnamnet 1915 Åhlen & Åkerlunds förlags AB Nordiska förlaget. De flyttade in i en byggnad ritad 1923 av arkitektfirman Höög & Morssing i korsningen Sveavägen/Rådmansgatan i Stockholm och där sitter förlaget fortfarande.
År 1929 köptes tidskriftsverksamheten av Bonnierkoncernen, som har gett ut medieprodukter sedan i början av 1800-talet. I Bonniers tidiga tidskriftsutgivning finns tidningar som Panorama (1834-35), Bazaren (1841-42) och Stockholms Mode-Journal (1843-53).  Åke Bonnier d.ä. blev VD för Åhlén & Åkerlund tillsammans med Erik Åkerlunds syster, annonschefen Anna Ehlin. Vid uppköpet var Åhlén & Åkerlunds största titlar Veckojournalen, Husmodern och Allt för Alla. 
1935 startades Veckorevyn efter en idé från Albert Bonnier Jr, 1940 återuppväckte han Damernas värld som från början var en bilaga i Veckorevyn, till en början hopslagen med handarbetstidningen Flitiga händer men snart på egna ben. Teknikens värld bildades 1948 av de hopslagna tidningarna Flyg ihop och Populär-Tekniken, och 1956 fick Sverige sin första inredningstidning när Allt i hemmet lanserades under ledning av chefredaktör Marianne Fredriksson.
Mellan åren 1937 och 1938 gav förlaget ut Sveriges första serietidning i modern mening i och med utgivandet av Musse Pigg-tidningen. Förlaget var antagligen för tidigt ute eftersom den inte fick någon större framgång. Jämför Kalle Anka som började ges ut 1948. Den är dock en åtråvärd samlartidning av det litet uddare slaget, men den finns i mycket begränsad omfattning och även nötta exemplar kan kosta en hel del.
När Albert Bonnier Jr gick in som VD för hela Bonnierkoncernen 1957 tog hans bror Lukas Bonnier över rodret på förlaget. Under hans ledning startades på 1960-talet specialtidningarna Veckans affärer och Vi föräldrar, och på 1970-talet Allt om mat, Privata affärer och Sköna hem.
I samband med att hela Bonnierkoncernen omorganiserades lades Åhlén & Åkerlund ner 1989, och magasinen delades upp i fem tidskriftsdivisioner som svarade direkt till koncernledningen. Avdelningarna Veckotidningar Åhlén & Åkerlund, Semic International, Affärsförlaget, Specialtidningsförlaget, Bonnier Magazine Group International och Å&Å-Tryck fick det gemensamma namnet Bonniers Tidskriftsförlag, som år 2000 bytte namn till Bonnier Tidskrifter.
1993 växte trädgårdstidningen Allt om trädgård fram ur Allt i hemmet, och 1995 lanserade Amelia Adamo kvinnotidningen Amelia, som skulle följas av Tara år 2000 och M-Magasin 2006. Fem år senare startades det unga modemagasinet Styleby.
2011 köpte förlaget ytterligare två varumärken, Antikvärlden och Gård & torp, och 2016 köptes titlarna Lantliv, Lantliv mat & vin, Gods & gårdar, Allt om vin samt Hembakat från LRF Media. Allt om vin finns numera under Bonnier news.
I augusti 2017 bytte förlaget namn till Bonnier Magazines & Brands i samband med att förlaget flyttade till Bonnierhuset på Torsgatan 21 i Stockholm. Sedan 1 januari 2019 är förlaget en del av affärsområdet Bonnier News, och under 2019 flyttades hela verksamheten till Bonnier News lokaler på Gjörwellsgatan 30 i Stockholm.
I december 2018 blev det officiellt att Veckorevyn läggs ned i print, men har fortsatt att drivas av chefredaktör Irena Pozar digitalt fristående från företaget. Även Family Living blev innan sammanslagningen med Bonnier news nedlagda och Feber såldes tillbaka till dess grundare. Det blev även officiellt att Kamratposten lämnade Bonnier Magazines & Brands och gick över till Dagens Nyheter.

## Nuvarande varumärken
- Julstämning (1906)
- Damernas värld (1944)
- Teknikens värld (1948)
- Allt i hemmet (1956-1983 1987-1992 1999)
- Allt om mat (1970)
- Sköna hem (1979)
- i Form (1987)
- Allt om trädgård (1993)
- Amelia (1995)
- Amelia Vår
- Amelia Sommar
- Amelia Höst
- Gods & gårdar (1996)
- Amelia Jul (1997)
- Lantliv (1999)
- Leva & Bo (2000)
- Tara (2000)
- Gård & Torp (2003)
- Mama (2003)
- Hem & Antik (2004)
- M-Magasin (2006)
- Hembakat (2009)
- Styleby (2011)

## Tidigare varumärken
Flitiga Händer
- Det Bästa (tidskrift) 1943-?
- Året Runt (1946-?)
- Topphälsa (2004-2022)
- Vi föräldrar (1968-2021)
- Kamratposten (1892-2019) – ligger sedan 2019 under Dagens Nyheter.
- Veckorevyn (1935-2019) – finns sedan 2019 endast digitalt i privat regi.
- Family Living (2006-2019)
- Privata affärer (1978-2019) – ligger sedan mars 2019 under Bonnier Business Media.
- 101 nya idéer (2009-2019)[9]
- Antikvärlden (1989-2015)
- Allt om fritidshus (2002-2015)
- Icon Magazine (2011-2015)
- Allt om resor (1998-2012) -ligger sedan 2012 under Expressen
- Veckans Affärer (1965-2012)
- Resumé (1950-2012)
- Lagalätt (2005-2011)
- Glamour (2006-2010)
- Leva! (2003-2004)
- Månadsjournalen (1980-2002)
- Månadens Affärer (1994-1998)
- Husmodern (1917-1988)
- Mitt Livs Novell (1964-1988)
- FIB aktuellt (1963-1988)
- Bo Bra (1983-1987)
- Min värld (1964-1986)
- Se (1938-1981)
- Vecko-Journalen (1910-1980)
- Böckernas värld (1966-1971)
- Bildjournalen (1954-1969)
- Bonniers månadstidning (1930-1968)
- Hela världen (1928-1963)
- Levande Livet (1931-1961)
- Midvinter (tidning) (1898-1957)
- Allt (1941-1956)
- All världens berättare (1945-1956)
- Filmjournalen (1919-1953)
- Vårt Hem (1921-1952)
- Nu (1934-1944)
- Radiolyssnaren (1927-1938)
- Musse Pigg-tidningen (1937-1938)
- Allt för Alla (1912-1932)
- Kasper (1869-1930)

## Hemsidor
- Tjock.se (2013-2019) – drivs sedan 2019 i privat regi.
- Feber.se (2006-2019) – drivs sedan 2019 i privat regi.

## Verkställande direktörer
- 1906-1929 Johan Petter Åhlén och Erik Åkerlund (grundare)
- 1929-1940 Åke Bonnier d.ä. och Anna Ehlin
- 1940-1957 Albert Bonnier Jr.
- 1957-1982 Lukas Bonnier
- 1982-1990 Kaj Lagerström
- 1990-1995 Lennart Holm
- 1995-1997 Per Tengblad
- 1997-2005 Jonas Bonnier
- 2005-2012 Ulrika Saxon
- 2012-2015 Mats Carleson
- 2015-2018 Lars Dahmén
- 2019- Anders Eriksson